# Usina Nuclear de Hanul

A Usina Nuclear de Hanul (originalmente Usina Nuclear de Uljin - coreano: 울진원자력발전소) é uma grande central de energia nuclear na província de Gyeongsangbuk-do, Coreia do Sul. O estabelecimento possui seis reatores de água pressurizada (PWRs) com uma capacidade instalada total de 5.881 MW. A primeira unidade foi ativada em 1988.

É a terceiro maior usina nuclear operacional do mundo e a segunda maior da Coreia do Sul. A usina teve o seu nome alterado de Uljin para Hanul em 2013.
Em 4 de Maio de 2012, começou a construção de dois novos reatores, Shin ("novo") Hanul-1 e -2 usando reatores APR-1400. O APR-1400 é um projeto de PWR de terceira geração com uma capacidade bruta de 1.400 MW. Ele é o primeiro a utilizar componentes sul-coreanos para todos os sistemas críticos. Os reatores são orçados em cerca de 7 trilhões de won (US$6 bilhões) e devem ser concluídos em 2018.

## Reatores
| Unidade      | Tipo       | Capacidade elétrica | Início da construção   | Em operação                  | Notas  |
| ------------ | ---------- | ------------------- | ---------------------- | ---------------------------- | ------ |
| Fase I       |            |                     |                        |                              |        |
| Hanul-1      | France CPI | 968 MW              | 26 de Janeiro de 1983  | 10 de Setembro de 1988       | [ 6 ]  |
| Hanul-2      | France CPI | 969 MW              | 5 de julho de 1983     | 30 de Setembro de 1989       | [ 7 ]  |
| Hanul-3      | OPR-1000   | 997 MW              | 21 de julho de 1993,   | 11 de Agosto de 1998         | [ 8 ]  |
| Hanul-4      | OPR-1000   | 999 MW              | 1 de Novembro de 1993  | 31 de Dezembro de 1999       | [ 9 ]  |
| Hanul-5      | OPR-1000   | 998 MW              | 1 de Outubro de 1999   | 29 de julho de 2004          | [ 10 ] |
| Hanul-6      | OPR-1000   | 997 MW              | 29 de Setembro de 2000 | 22 de Abril de 2005          | [ 11 ] |
| Fase II      |            |                     |                        |                              |        |
| Shin Hanul-1 | APR-1400   | 1340 MW             | 21 de julho de 2012    | 2017                         | [ 12 ] |
| Shin Hanul-2 | APR-1400   | 1340 MW             | 19 de junho de 2013    | 2018                         | [ 13 ] |
| Shin Hanul-3 | APR-1400   | 1340 MW             | 2018 (planejado)       | Dezembro de 2022 (planejado) | [ 14 ] |
| Shin Hanul-4 | APR-1400   | 1340 MW             | 2019 (planejado)       | Dezembro de 2023 (planejado) | [ 14 ] |